# Colostethus ruthveni
Colostethus ruthveni — вид жаб родини дереволазових (Dendrobatidae). Ендемік Колумбії.

## Назва
Вид названо на честь американського герпетолога Александра Гранта Рутвена (1882—1971).

## Поширення
Цей вид поширений в поясі навколо гірської системи Сьєрра-Невада-де-Санта-Марта у департаменті Магдалена на півночі Колумбії. Його природними середовищами існування є сухі тропічні ліси та хмарні ліси, де він зустрічається поблизу струмків на висоті 600—2000 м над рівнем моря.

## Опис
Самці цього виду мають середню довжину морди 18,9–20,1 міліметра (0,74–0,79 дюйма), тоді як самки в середньому приблизно 19,8–24,1 міліметра (0,78–0,95 дюйма).